# أكمية مميزة الحواف
أكمية مميزة الحواف (الاسم العلمي:Aechmea marginalis) هي نوع من النباتات تتبع جنس الأكمية من الفصيلة البروميلية.